# Raision Loimu
Le Raision Loimu est un club finlandais de volley-ball, fondé en 1958 et basé à Raisio, et qui évolue au plus haut niveau national (SM-Liiga).

## Palmarès
- Championnat de Finlande : 1982, 1983, 1984, 1990, 1997, 2001
- Coupe de Finlande : 2004

## Entraîneurs
- 2004-2007 :  Ruslan Žbankov
- 2007-2009 :  Ruben Wolochin
- 2009-2010 :  Janne Harju
- 2010-2011 :  Shailen Ramdoo
- 2010-2012 :  Ruslan Žbankov
- 2013-2015 :  Henri Tuomi
- 2015-2016 :  Ismo Tuominen
- Déc. 2016-? :  Henri Tuomi
- 2017-2019 :  Christophe Achten
- 2019-2020 :  Ari-Heikki Kulmala
- 2020- :  Per-Erik Dalqvist

## Joueurs majeurs
- Tuomas Sammelvuo  Finlande (réceptionneur-attaquant, 1,93 m)